# Farhults distrikt
Farhults distrikt är ett distrikt i Höganäs kommun och Skåne län. 
Distriktet ligger öster om Höganäs. 

## Tidigare administrativ tillhörighet
Distriktet inrättades 2016 och utgörs av socknen Farhult i Höganäs kommun.
Området motsvarar den omfattning Farhults församling hade 1999/2000.